# Baumhaueria montana
Baumhaueria montana är en tvåvingeart som beskrevs av Richter 2001. Baumhaueria montana ingår i släktet Baumhaueria och familjen parasitflugor.
Artens utbredningsområde är Turkmenistan. Inga underarter finns listade i Catalogue of Life.